# Atiba Charles
David Atiba Charles (ur. 29 września 1977 na wyspie Trynidad), piłkarz pochodzący z Trynidadu i Tobago, grający na pozycji obrońcy.

## Kariera klubowa
Charles zaczynał karierę w klubie Point Fortin Civic Center. Od 1999 do 2006 roku był zawodnikiem klubu W Connection, a następnie był piłkarzem irlandzkiego Glenavonu. Występował też w amerykańskim Rochester Rhinos, a także w drużynie Caledonia AIA z Trynidadu i Tobago.

## Kariera reprezentacyjna
W reprezentacji Trynidadu i Tobago Charles debiutował 19 listopada 2003 w zwycięskim 2:1 meczu z reprezentacją Kuby. Selekcjoner reprezentacji Leo Beenhakker powołał Charlesa do kadry na kadrze Mistrzostwa Świata w Niemczech.